# 王瑤 (弘治進士)
王瑤（1475年—？），字佩之，順天府大興縣人，民籍，明朝政治人物。

## 生平
順天府鄉試第五十三名舉人。弘治十八年（1505年）中式乙丑科會試第一百五名，三甲第二百零四名進士。授行人，正德五年（1510年）三月选授广西道试監察御史。

## 家族
曾祖王庸；祖父王文，府照磨；父王紀，教授。母朱氏。慈侍下。弟王琏。